# 82º Centro C/SAR
L'82° Centro SAR è un gruppo dell'Aeronautica Militare destinato a compiti di ricerca e soccorso (SAR). È parte integrante del 15º Stormo ed ha sede nell'aeroporto di Trapani-Birgi.

## Storia
L'82º Gruppo idrovolanti fu costituito dalla Regia Aeronautica nel 1924 sull'idroscalo di Taranto, con le squadriglie 139^ e 149^. Fu poi soppresso nel 1928.
Nella seconda guerra mondiale il reparto fu equipaggiato con gli idrovolanti monomotori a scafo centrale CantZ 501 “Gabbiano”, conosciuti come “Mammajut”, e operò fino al luglio 1942 da diversi idroscali. 
Al 10 agosto 1942 era nel Comando Aviazione Grecia con la 139ª e 184ª Squadriglia a Prevesa, con 11 CANT Z.501.
Sempre in agosto perse la 139^, sostituita con la 184ª, con i trimotori CANT Z.506 Airone.
A metà aprile 1943 la 149ª Squadriglia era a Puntisella di Pola con 2 CANT Z.506 ed il Gruppo a Prevesa con 7 CZ 506.
All'8 settembre 1943 il LXXXII Gruppo Ricognizione Marittima era con la 184ª Squadriglia a Pola con 5 CZ 506 e la 139ª Squadriglia a Prevesa con 3 CZ 501.
Nel gennaio 1944 l'82º Gruppo Autonomo Idrovolanti, per l'Aeronautica Cobelligerante Italiana, insieme ai gruppi 83° (poi 83º Centro C/SAR), 84° (poi 84º Centro C/SAR) e 85º Gruppo costituì il I Raggruppamento idrovolanti, dipendente dal 242° Air Wing USAF. L'82°, con le squadriglie 139^ e 149^, fu stanziato all'Arsenale militare marittimo di Taranto e poi sciolto nel 1948.

### La ricostituzione

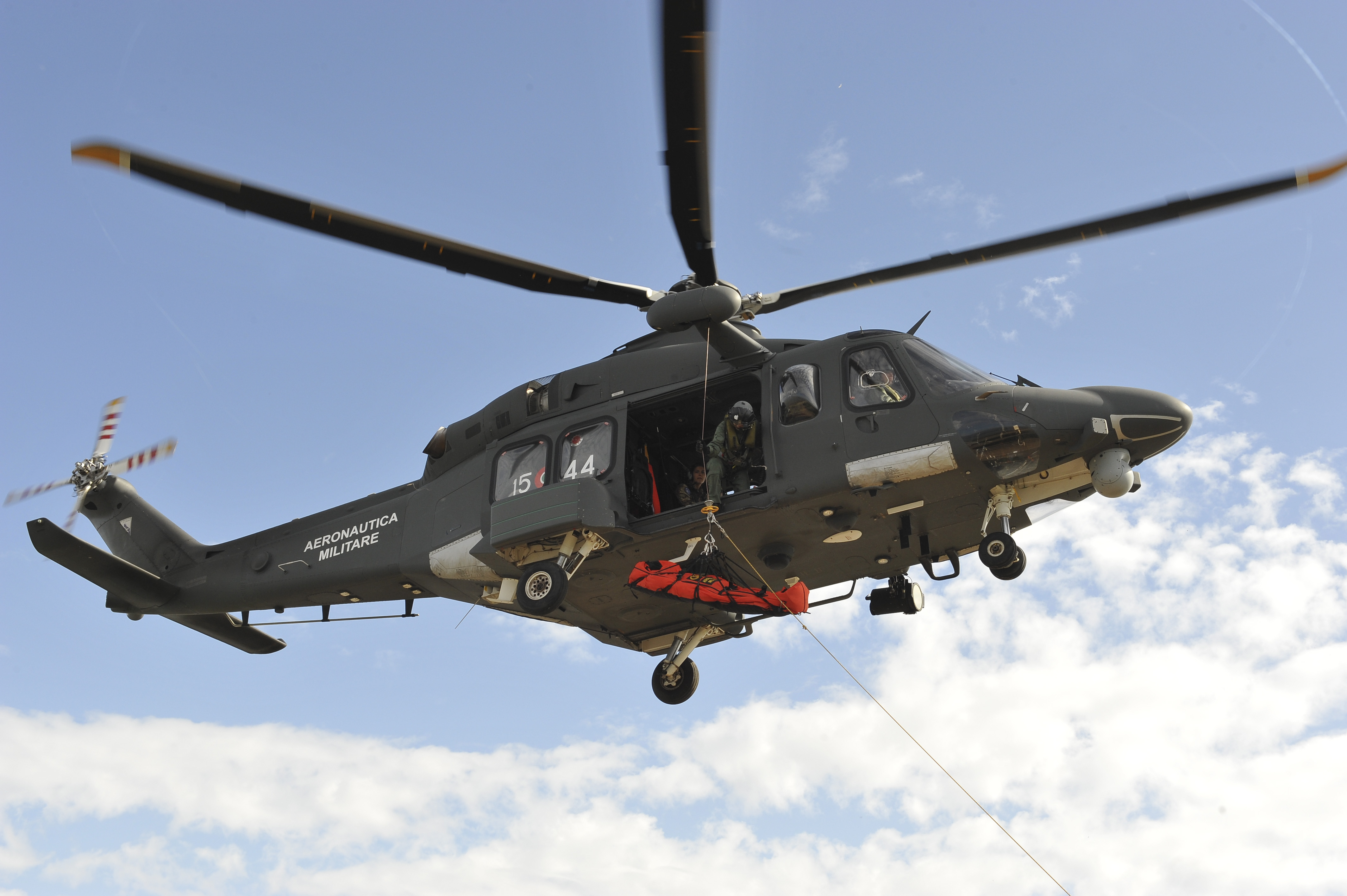
HH-139 dell'82° durante l'esercitazione Trident 2015

Nell'agosto 1982 nell'Aeroporto militare "Livio Bassi" di Trapani-Birgi viene ricostituito 82º Gruppo S.A.R, con le storiche 139^ e 149^ squadriglie, come reparto dipendente operativamente dal 15º Stormo e logisticamente dal 37º Stormo sulla quale area è ospitato.
Nel 2007, in occasione dell'88º anniversario della costituzione dell'Aeronautica Militare, il presidente della Repubblica Giorgio Napolitano ha conferito all'equipaggio di un HH-3F dell'82º Centro SAR di Trapani la medaglia d'argento al valore aeronautico.
Dopo aver utilizzato a lungo gli elicotteri HH-3F, impiega dal 26 settembre 2014 elicotteri AgustaWestland HH-139A. Dotato poi della versione aggiornata HH-139B, nel 2022 ha celebrato il 40º anniversario ed in questi 40 anni il Centro ha effettuato 44.000 ore di volo e salvato circa 800 vite umane.